# ОШ „Алекса Шантић” Војковићи
ОШ „Алекса Шантић” једна је од основних школа у општини Источна Илиџа. Налази се у улици Друге сарајевске бригаде 57, у Војковићима. Име је добила по Алекси Шантићу, српском песнику и академику.

## Историјат
Зграда школе у Војковићима је саграђена 1970. године и до 1992. је била у саставу ОШ „Хасан Бркић” Храсница. У ратном периоду од 1993. године је била издвојено одељење ОШ „Касиндо” Српска Илиџа до 18. децембра 1996. године. Име „Алекса Шантић” добија почетком 1998. године. Школски објекат је дограђен са четири учионице, извршене су одређене реконструкције и адаптације објекта (столарија, кров, фасада, библиотека, просторије за пратеће службе школе, фискултурна дворана, ограда и друго). Школске 2016—17. године броји 304 ученика, од тога 23 првака. Број одељења у школи је петнаест, а укупно запослених 39, од тога 25 наставника.